# Доживемо до понеділка
«Доживемо до понеділка» (рос. «Доживём до понедельника») — російський радянський художній фільм на шкільну тематику, створений взимку і навесні 1967 року на кіностудії імені Максима Горького.

## Сюжет
У фільмі подано лише три дні столичної школи. Натурні зйомки відбулись на території московської школи N 234, у районі Північне Медведково.
Але ці три дні насичені досить бурхливими подіями для середньої школи, конфліктами як серед учнів, так і учнів з вчителями, пристрасними пошуками і двома надзвичайними подіями — бойкотом вчительки англійської мови і таємним спаленням шкільних творів дев'ятого класу.
У фільмі добре відтворена атмосфера абсолютизації шкільних творів, що мала місце і в шкільній радянській реальності. Це і таємничі маніпуляції з визначенням тем, і пошуки джерел (а найкраще вже готового твору, що вже десь пройшов перевірку і виправлення граматичних помилок). В реальності навіть відсутня кома чи кома зайва у творі перетворювалась у черговий конфлікт у класі.
У фільмі ситуація з написанням чергового твору доведена до кульмінації, бо твір на вільну тему таємниче щез, бо був спалений. Конфлікт розпочався ще у класі, коли вчителька російської мови фактично цензурувала шкільні твори і спробувала авторитарно направити учнівські пошуки на радянські пропагандистські схеми. У радянській школі дозволено було мріяти про недосяжне — прагнути стати, наприклад, космонавтом, а ніяк не багатодітною матір'ю. Ситуацію підсилює самотність самої вчительки у немолодому віці, шанси котрої на родинне щастя просто унеможливлені.

## Знімальна група
- Сценарист Георгій Полонський (дипломна робота)
- Кінорежисер Станіслав Ростоцький
- Кінооператор В'ячеслав Шумський
- Композитор Кирило Молчанов
- Художник постановник Борис Дуленков

## Актори, задіяні у фільмі
- В'ячеслав Тихонов — Ілля Семенович Мельников, талановитий шкільний вчитель історії творчі потенції котрого не розкриті повністю ні у школі, ні у приватному житті[1]
- Ірина Печернікова — Наталя Сергіївна Горелова, молода вчителька англійської мови, колишня учениця Мельникова
- Ніна Меньшикова — Світлана Михайлівна, вчителька російської мови і літератури, самотня і авторитарна
- Зимін Михайло Миколайович — Миколай Борисович, директор школи
- Жизнева Ольга Андріївна — Поліна Андріївна, мати Мельникова за фільмом
- Щербаков Дальвін Олександрович — Боря Рудницький, колишній учень Мельникова і невдаха у приватному житті
- Малишевський Надір Михайлович — неавторитетний телеведучий передачі, котру дивилась мати Мельникова за фільмом
- Архарова Людмила Дмитрівна — Надя Огаришева, учениця
- Зубарев Валерій Олександрович — Генка Шестопал, учень і поет-початківець
- Остроумова Ольга Михайлівна — Рита Черкасова, учениця і перша красуня у класі
- Старигін Ігор Володимирович — Костя Батіщев, учень і неформальний лідер у класі
- Роза Григорьєва — Світлана Демидова, комсорг
- Чернов Юрий Миколайович — Сиромятников, учень
- Соколова Любов Сергіївна — Левикова, мати Вови, учня слабкого за здоров'ям і сина хронічного алкоголіка[1].

## Проблематика кінострічки
Сценарист Георгій Полонський за першою освітою — педагог. Не дивно, що він звернувся до шкільної тематики. Полонський — філолог і колись викладав російську мову і літературу. Дивно, що він не подав у сценарії викладачку російської мови як позитивного персонажа.
Формально кінострічка продовжила тематику радянських фільмів про школу, обов'язково приємну, з наявністю мудрих і здібних вчителів, котрих десятиліттями пам'ятають вдячні учні.
Кінострічка «Доживемо до понеділка» дійсно покаже і талановитого вчителя, і важке народження індивідуальностей в учнях, і важкі будні школи з її пошуками кохання, взаємності, з важкою відбудовою стосунків як серед вчителів школи, так і серед учнів дев'ятого «В» класу. Є і вдячна колишня учениця, відтепер вчителька-початківець англійської мови.
Але завуальовано, досить приховано у фільмі присутні і інші теми, серед котрих
- самотність серед шкільних вчителів
- їх відкинутість у бідність фізичну і у бездуховність
- Алкоголізм в Росії
- драма шкільної (і радянської) реальності, що іноді переходить у безвихідь
- невдячні учні і розчарування у власній діяльності серед вчителів
- драматизм пошуків і неможливість вирішення багатьох проблем у фільмі, що підсилило його практичну гіркоту. Фільм поставив важкі запитання, але не дає на них навіть приблизних відповідей.

До короткого діалогу у фільмі важко щось додати, адже він викликає іронію навіть у самих вчителів і повністю висвітлює абсурд, до котрого дійшли формалізовані заходи в школі, бо давно втратили щирість.

| — Завтра двадцять років, як Світлана Михайлівна працює у школі. — Ну зберемо по три рублі, придбаємо їй ... крокодила. |

## Низка виразних епізодів
| Я ехала домой, Я думала о Вас. Тревожно мысль моя и путалась, и рвалась… |
- У порожньому спортивному залі школи спілкуються два учні-дев'ятикласники. Хлопчик симпатизує першій красуні у класі, а та відкидає усі його спроби залицянь, бо він малий на зріст і зовсім не схожий на Батіщева, котрому симпатизує вже красуня. Слова старовинного романсу дивують дівчинку без досвіду, бо вона не панянка і не користувалась каретою, не відвідувала шляхетних балів. Однак сумна мелодія романсу завдала особливий тон і їх бесіді, і настрою у епізоді і фільмі. Ці слова куди більше підійшли б учительці англійської мови, котру рве нерозділене кохання до вчителя історії чи вчительці російської мови. В епізоді сумні слова романсу — швидше покажчик маніфестації нового покління, що йде на заміну поколінню попередньому, але боляче вирішує всі ті ж проблеми пошуку щастя.

- Справжнім болем наповнена і зустріч матері Вови з класним керівником. Той доводить матері про слабкість його пам'яті і необхідність її тренувати. У матері це викликало вибух образи і гніву, бо вона роками тягне важкий віз родини, де батько хронічний алкоголік, а син алкоголіка Вова мав розвиток із запізненням, малям довго не утримував навіть голову і має тепер проблеми і з навчанням, і з соціалізацією. У епізоді чудово зіграла акторка Соколова Любовь Сергіївна, відома по іншим фільмам низкою саме епізодичних ролей, що наблизило кінострічку до живої і неприємної реальності[2].

## Заборонна реакція на фільм
Проблеми почались на етапі сценарію. Його прочитали і чиновництво навіть встигло підготувати листа до міністра культури СРСР з вимогами заборонити створення кінострічки. Режисер створив фільм у надзвичайно короткий термін у три місяці, чим стрімко обійшов заборону на створення фільму.
Не дивно, що московське кіночиновництво визнало кінострічку занадто гострою і затримало її передачу і кінопрокат. Стрічку покажуть на зачиненому від сторонніх Всесоюзному з'їзді вчителів, котрі як раз знали про реальну картину у реальних школах. І сприйняли фільм як сучасний і реалістичний. Закінчення перегляду викликало оплески стоячи. Лише після цього перегляду фільм був дозволений для загального перегляду.

## Нагороди фільму
- Найкращий фільм 1968 року за опитуванням радянського журналу «Советский экран»
- Головний приз VI Міжнародного кінофестивалю у Москві (1969)
- Державна премія СРСР (1970)

## Нова форма сценарію
Пізніше Георгій Полонський переробив сценарій у кіноповість із назвою «Журавль в небе».